# SM i rally
SM i rally är ett svenskt mästerskap i rally.

## Historia
Ursprunget till mästerskapet kommer från SM i tillförlitlighet som var grunden för vår rallysport.

## Rally-SM 2020
Dagens tävlingar avgörs i sex klasser: trimmat 4wd, övriga 4wd, trimmat 2wd, otrimmat 2wd. För juniorer i Junior-SM finns klasserna trimmat och otrimmat. 
2020års kalender
Deltävling 1: Vinterpokalen, Sandviken. 31/1-1/2 (TÄVLINGEN INSTÄLLD)
Deltävling 2: Rally Vännäs, Vännäs. 28-29/2
Deltävling 3: South Swedish Rally, Älmhult. 22-23/5
Deltävling 4: Skilling 500, Skillingaryd. 26-27/6
Deltävling 5: Snapphanerallyt, Hässleholm. 14-15/8
Deltävling 6: East Sweden Rally, Linköping. 4-5

## Rally-SM 2023
Dagens Rally-SM avgörs i sex klasser: trimmat 4wd, övriga 4wd, trimmat 2wd, otrimmat 2wd. För juniorer i Junior-SM finns klasserna trimmat och otrimmat. 
Sprint SM avgörs i 2wd samt 4wd.  

### Rally-SM
Rally Lima 4/2
South Swedish Rally 18-20/5
Skilling 500 16-17/6
EC Snapphanerally 18-19/8
Rally Arvika 8-9/9

#### Rally-SM Asfaltsprint
Bil Månsson Rally Sprint 16/4
Rollsbo City Race 22/4
Asfaltsknixen 27/5
Sturupsprinten 1/7
Enköpingssprinten 5/8

##### Rally-SM Grussprint
Timmerhultsprinten 29/4
Hovdalasprinten 3/6
Mästarmötet 29/7
Hårdingen 26/8
Dackefejden 23/9